# 小山エミ
小山 エミ（こやま エミ、英語: Emi Koyama、1975年 - ）は、日系アメリカ人の活動家、アーティスト、独立研究者である。小山の研究では、フェミニズム、インターセックスの人権、ドメスティック・バイオレンス、セックスワークなど問題が議論されている。最もよく知られている作品は、2000年の論文「トランスフェミニスト・マニフェスト（The Transfeminist Manifesto）」で、トランスジェンダー研究に関する多数のアンソロジーやジャーナルで繰り返し再出版されてきた。彼女は、インターセックス・イニシアティブの創設者である。

## 活動
2001年、小山は北米インターセックス協会の学生インターン兼プログラムアシスタントを務めた後、インターセックスの擁護グループIntersex Initiative Portland（ipdx）を設立した。この組織は、インターセックスの人々が直面する社会的・文化的・医学的問題について議論するクラス・ワークショップ・講演者を取り上げている。小山と仲間のインターセックス活動家Betsy Driverは、北アメリカでのインターセックス活動家による初の公式デモを記念して、2003年にインターセックス啓発デーの創設も支援した。
小山は第三波フェミニズムとトランスフェミニズムの擁護者であり、2000年に出版された彼女『トランスフェミニスト宣言（The Transfeminist Manifesto）』は、この用語の最も初期の使用例の1つである。彼女の定義によると、トランスフェミニズムは「自分たちの解放が、すべての女性とそれ以上の人々の解放と本質的に結びついていると考えるトランス女性による、トランス女性のための運動」である。また、小山はSurvivor ProjectのメンバーであるDiana Courvantとともに、ウェブサイト「Transfeminism.org」を設立した。現在は終了したこのウェブサイトは、もともとトランスフェミニズム・アンソロジー・プロジェクトを宣伝するために作成されたもので、インターセックスとトランス・フェミニストの視点を中心とした最初のアンソロジーを作成することを目的としていた。さらに、このウェブサイトは、学術界や活動家にとってのトランスフェミニズムの議論に関する一般的なリソースを提供する場としても機能していた。
小山は、セックスワークの非犯罪化に対する擁護者であり、現在、シアトルにある、性労働者の権利と安全のための連帯（Coalition for Rights and Safety for People in the Sex Trade）のメンバーを務めている。また、以前は、性的虐待や家庭内暴力の生存者であるインターセックスやトランスジェンダーにサービスを提供する、現在は存在しない団体Survival Projectの理事も務めていた。
2001年、小山はアメリカ全国女性研究協会（NWSA）でThird Wave Feminisms Interest Groupの結成に貢献した。このグループは「焦点を世代政治やアイデンティティグループから離し、『第三の波』というラベルを採用することによって可能になった、認識論的・存在論的変化に移すことによって、第3波フェミニズムに関する議論を推進すること」を目的としている。小山はNWSAの会議に定期的に参加し、講演を行ってきたが、組織に対して著しく批判的でもあった。2008年、彼女は「This is Not a Tribute to Audre Lorde（これはオードリー・ロードへの賛辞ではない）」というタイトルのブログ記事を公開し、会議による彼女や他の非白人女性に対する扱いを批判した。
2013年、小山はNational Organization for Men against Sexism（NOMAS）がスポンサーしたForging JusticeカンファレンスとMichigan domestic violence organization HAVENに反対する声を上げた。カンファレンスのプレゼンターたちは彼女のインターセクショナル・フェミニズムに関するパネルの生放送を拒否したと伝えられている。小山の性的人身売買に関する著作もNOMASの共同設立者のRobert Brannonに批判されていたと言われており、カンファレンスでの後のやり取りの中で、Brannonは「私の境界を破っている」と表現した。小山は他の女性プレゼンターとともに、女性活動家が沈黙を強いられたり不当な扱いをされるのを防ぐために、NOMASの組織の内部政策の改革を提唱する要求リストを作成した。
2000年以来、小山はMichigan Womyn’s Music Festivalの悪名高いポリシー「女性として生まれた女性（womyn-born womyn）」に反対してきた。彼女の記事「Whose Feminism is It Anyways? The Unspoken Racism of the Trans Inclusion Debate（そもそも、これは誰のフェミニズムなのか？トランス包摂議論の暗黙の差別主義）」では、「ジェンダーを本質化し、両極化し、二分化する」ポリシーについてフェスティバルの主催者を批判した。小山はBitch magazineに掲載された2002年のフェスティバルに関する円卓会議にも参加し、フェスティバルについて「女性専用スペースは安全でも自由でもなく（…）同じ古い人種差別、階級差別、能力主義、さらには女性同士で行われる内面化された性差別にさえ満ちてる」と書いた。小山は代わりに、女性の特定の定義を制度化または強制しない、曖昧な「女性専用（women-only）」ポリシーを提唱した。小山のブログEminismには、議論を要約し、フェスティバルに関連する歴史的文書をまとめたアーカイブが掲載されている。

## 私生活
小山はオレゴン州ポートランドに2匹の犬と暮らしている。彼女は社会正義の問題についてブログ「Eminism」に執筆しており、オンラインストアで自身や他の活動家がデザインしたボタン、ZINE、衣服などを販売している。
2014年のSource Weeklyのインタビューで、小山は自分自身を「家出したティーンエイジャー」であり、大人になってからセックスワークに従事したことがあると述べている。
小山さんは彼女という代名詞を使っているが、特定のジェンダーを自認しているわけではない。ブログで「アイデンティティー、特にジェンダー・アイデンティティを持つことは少し奇妙だと思っている。なぜなら、自分自身をどう見るかは、本質的な核となる自己意識から生まれるものではなくて、周りの人間関係や相互作用によって決まるものだからです」と述べている。
彼女はバイリンガルであり、記事を英語と日本語の両方で出版している。

## 代表的な著作
- "Whose feminism is it anyway? The unspoken racism of the trans inclusion debate," in The Transgender Studies Reader, ed. Susan Stryker. New York: Routledge, 2006. ISBN 978-0-415-94709-1
- "Disloyal to feminism: Abuse of survivors within the domestic violence shelter system." In The Color of Violence: INCITE! Anthology, ed. Smith A, Richie B. E. , Sudbury J. Cambridge, Mass: South End Press, 2006. ISBN 978-0-8223-6295-1ISBN 978-0-8223-6295-1.
- "A new fat-positive feminism: Why the old fat-positive feminism (often) sucks and how to re-invent it." in The Women's Movement Today: An Encyclopedia of Third-Wave Feminism, ed. Heywood L. Westport, Conn.: Greenwood Press, 2005. ISBN 978-0-313-33133-6ISBN 978-0-313-33133-6.
- "Douseikon wo meguru beikoku LGBT komyunitii no poritikusu." ("The politics over same-sex marriages within LGBT communities.") in Dousei paatonaa: Douseikon DP-hou wo shiru tameni.  (Same-sex partnerships: Understanding same-sex marriage and domestic partnership registry.) Eds. Akasugi Y, Tsuchiya Y, Tsutsui M, 2004. [in Japanese]
- "The transfeminist manifesto." In Catching a Wave: Reclaiming Feminism for the 21st Century. Eds. Dicker R, Piepmeier A. Boston: Northeastern University Press, 2003. ISBN 978-1-55553-570-4ISBN 978-1-55553-570-4.
- "From social construction to social justice: Transforming how we teach about intersexuality." Co-authored with Lisa Weasel, in Women's Studies Quarterly Vol. 30, No. 3/4, Fall/Winter 2002.